# Василий (Ратмиров)
Архиепи́скоп Васи́лий (в миру Васи́лий Миха́йлович Ратми́ров; 29 декабря 1887 (10 января 1888), станица Нововеличковская, Екатеринодарский отдел, Кубанская область — 1960-е, Кунцево, Москва) — епископ Русской православной церкви; с сентября 1944 года архиепископ Минский и Белорусский; ранее, в 1922-1941 годы, был в обновленчестве.

## Биография

### Ранние годы и священническое служение
Родился 29 декабря 1887 года (указание самого Ратмирова на 1881 год не соответствует действительности) в станице Нововеличковской в семье священника.
В 1902 году окончил Екатеринодарское духовное училище, в 1908 году — Ставропольскую духовную семинарию по 2-му разряду.
17 августа 1908 года рукоположён во диакона к Успенской церкви в станице Стародеревянковской Ейского отдела Кубанской области.
5 октября 1909 года рукоположён в сан священника к Михаило-Архангельскому собору Темрюка. Назначение не принял. Почислен за штат.
27 октября 1910 года определён на священническое место к церкви в села Арзгир Благодарненского уезда. 3 октября 1914 года переведён в Николаевскую церкви в Ейске.
Согласно его собственному свидетельству, в 1914 он был возведён в сан протоиерея, что не соответствует действительности; 12 марта 1915 он был лишь награждён правом ношения скуфьи.
Служил священником в городе Ейске в 1918—1920 годах, в то время, когда эта территория была занята белыми. После прихода сюда большевиков стал тесно сотрудничать с органами ГПУ
Согласно анкете данным самого Ратмирова от 1944 года, 4 ноября 1921 года Патриархом Тихоном хиротонисан во епископа Ейского, викария Ставропольской епархии, что не соответствует действительности, как и не соответствует действительности его сообщение об окончании Киевской духовной академии со степенью кандидата богословия. Возможно это просто часть его легенды, созданной в 1940-е годы.

### В обновленчестве
В 1922 году вошёл в юрисдикцию обновленческого Высшего церковного управления. В том же году решением Кубанского обновленческого епархиального управления назначен благочинным города Ейска.
В обновленчестве получил сан протоиерея. Был настоятелем Михайло-Архангельского собора города Ейска.
С 1926 года служил в городе Новороссийске. Весной 1930 года возведён в сан протопресвитера.
Летом 1931 года, состоя в браке, был хиротонисан во епископа Армавирского и Майкопского. Кафедра располагалась в Николаевском соборе Армавира. Возведён в сан архиепископа.
В марте 1937 года переведён на Курскую обновленческую кафедру с возведением в сан «митрополита». Кафедра располагалась во Всехсвятской кладбищенской церкви Курска. По воспоминаниям курского духовенства, Ратмиров вёл себя вызывающе: «бритый, в штатском костюме, с папиросой в зубах, под ручку с женой», он появлялся не только в городе, но и приходил на службу в собор.
В 1938 году ушёл на покой. Снял сан. С 21 июня 1938 года работал завхозом и делопроизводителем при обновленческом митрополите Виталии (Введенском), первоиерархе Православных церквей в СССР.
22 июля 1938 года был арестован. 1 августа того же года дело прекращено с освобождением из под стражи.
Будучи делопроизводителем при Виталии (Введенском), изъял своё личное дело — на это указывают Сергий (Ларин) (бывший обновленец); данных о Ратмирове не было у составителя Каталога обновленческих архиереев архивариуса Яворского, работавшего по архивным данным обновленческого Синода в 1947 году в Московской Патриархии — Яворский включил всего лишь собственноручную подпись о том, что Василий снял сан по собственному заявлению.
Протоиерей Николай Потапов на допросе 21 июля 1938 года отвечая на вопрос об обновленческом митрополите Василии Ратмирове, показал, что до революции Ратмиров был миссионером, потом стал епископом и был назначен митрополитом Курской области, «где, боясь репрессий органами советской власти, ушёл на покой и, получив паспорт без указания сана митрополита, перешёл на нелегальное положение, как митрополит и переехал в Москву к первоиерарху Виталию, где и служит по
настоящее время делоуправом, а по существу является восприемником первоиерарха Виталия в случае его смерти». 16 марта 1939 года следователь вновь стал расспрашивать Потапова о Ратмирове. Протоиерей Потапов сказал, что никогда не видел Ратмирова в лицо, но знает, что по паспорту он митрополитом не числится, а также знает то, что митрополит Виталий запрещал называть Ратмирова иначе как по имени отчеству.
30 августа 1939 года уволился от занимаемой должности. Перешёл на работу бухгалтером в гражданское учреждение.

### Епископское служение в Русской православной церкви в годы Великой Отечественной войны
В июле 1941 года принёс покаяние и был принят в «староцерковную» юрисдикцию Патриаршим Местоблюстителем митрополитом Сергием (Страгородским). Последнее обстоятельство может объясняться тем, что Ратмиров мог скрыть от митрополита Сергия факт своего отречения от сана. Не исключено, однако, что Василий мог быть перерукоположен, так как Московская патриархия не признавала обновленческие хиротонии, совершённые после 1924 года.
17 июля назначен епископом Житомирским. Согласно воспоминаниям Михеева (2005), группа не отбыла в Житомир, так как город был сдан немцам раньше (9 июля 1941 года), чем предполагалось в НКВД.
В июле — начале августа 1941 года провёл подготовку для церковного служения работников НКВД подполковника Василия Михайловича Иванова («Васько», старший группы) и Ивана Ивановича Михеева («Михась»): идея руководителей операции Павла Судоплатова и Зои Рыбкиной состояла в том, чтобы группа в виде иподиаконов епископа Василия прибыла в епархиальный город до его занятия немцами и осталась там для выполнения разведывательных и диверсионных задач. По воспоминаниям Зои Рыбкиной: «Я узнала, что в военкомат обратился епископ Василий, в миру — Василий Михайлович Ратмиров, с просьбой направить его на фронт, „дабы послужить Отечеству и оборонить от фашистских супостатов православный люд“. Пригласила его к себе домой и несколько часов убеждала взять под опеку двух разведчиков, которых он „прикроет“ своим саном. Больше всего святого отца заботило, не осквернят ли его „подручные“ храм Божий кровопролитием. На следующий день в моей квартире началось обучение двух кадровых разведчиков — „Васько“ и „Михася“ богослужению: молитвам, обрядам, облачению…».
Новые данные приводит В. Христофоров в книге «Органы госбезопасности СССР в 1941—1945 гг.» (М., 2011, с. 239), со ссылкой на Центральный архив ФСБ и на мемуары разведчицы Зои Воскресенской. То же самое приводится в книге под редакцией Христофорова «Великая Отечественная война 1941—1945 годов. В 12 т. Т. 6. Тайная война. Разведка и контрразведка в годы Великой Отечественной войны»: Оперативные группы в качестве прикрытия использовали различные возможности. Так, для обеспечения деятельности группы «Васько» в Калинине специально (по ходатайству верующих) была открыта одна из ранее бездействующих церквей. Верующие отнеслись к этому весьма благожелательно, однако чувствовалась известная настороженность, так как приезжих священнослужителей приняли вначале за обновленцев. Когда в октябре 1941 г. церковь разбомбили, службы шли в городском соборе. В группу были включены в качестве руководителя В. М. Иванов (оперативный псевдоним Васько), а также епископ Василий (В. М. Ротмиров), И. В. Куликов (Михась) и радистка Аня Баженова (Марта). Об обстоятельствах легендирования членов группы вспоминала известная сотрудница органов госбезопасности З. И. Воскресенская (Рыбкина): «Я спросила Василия Михайловича (Ротмиров. — Ред.), не согласится ли он взять под свою опеку двух разведчиков, которые не помешают ему выполнять долг архипастыря, а он „прикроет“ их своим саном. Василий Михайлович не сразу согласился, подробно расспрашивал, чем они будут заниматься и не осквернят ли храм Божий кровопролитием. Я заверила его, что эти люди будут вести тайные наблюдения за врагом, военными объектами, передвижением воинских частей, выявлять засылаемых к нам в тыл шпионов».
27 августа 1941 году (согласно ПЭ) назначен в Калинин (Тверь). По свидетельству Михеева, епископ Василий с группой прибыл в Калинин вместе с митрополитом Киевским Николаем (Ярушевичем), который 18 августа 1941 года освятил вновь открытый храм «на окраине города» (видимо, речь о Покровской церкви; храм был частично разрушен советской артиллерией вскоре после занятия города немцами 14 октября того же года). По свидетельству Михеева, Ратмиров, ещё до прихода немцев, демонстративно отстранив от служения священника, ранее бывшего в обновленчестве, сумел расположить к себе группу влиятельных верующих «тихоновской ориентации». Во время германской оккупации Калинина (с 14 октября до 16 декабря 1941 года), выполнял функции прикрытия для советской разведывательно-диверсионной резидентуры (иподиаконы Иванов и Михеев, а также радистка). В конце октября 1941 года, при содействии бургомистра Ясинского, открыл Вознесенский собор на Советской улице, который ранее использовался как областной краеведческий музей. За несколько дней до оставления Калинина немцами (в начале декабря 1941 года, после Введения), имел 2 встречи с шефом местного гестапо Крюгге, который имел в виду вербовочные цели.
В интервью 2013 года Михеев отмечал: «Между тем службы в Вознесенском соборе на Советской улице продолжались, общение с верующими давало возможность пополнять сведения о поведении немцев в городе, о настроениях населения, о подозрительных контактах немцев с горожанами. Всякая информация могла пригодиться. Но мы ходили по лезвию ножа: шаткой выглядела легенда епископа Василия. Стоило гестапо направить шифровку в Берлин с просьбой проверить в эмигрантских православных кругах, известен ли им этот епископ, все кончилось бы крахом. Его рассказы о годах, проведенных в ссылке в Кеми (на Белом море), тоже легко было проверить. А реальность была такова: до 1939 года владыка Василий был митрополитом Обновленческой Церкви, о чем скрыл, когда немцы потребовали от него автобиографию. Однако судьба была милостива к нам. Легенда выдержала экзамен».
По освобождении Калинина советскими войсками, был задержан по наводке местного жителя как предатель и немецкий пособник и препровождён в Управление НКВД, где был «радушно» принят заместителем начальника УНКВД Крашенинниковым. Продолжал находиться в Калинине вместе с Михеевым, который возглавил группу вместо «Васько» как его секретарь, — на случай повторного занятия города немцами.
В документе Московской Патриархии от 15 марта 1942 года упомянут в сане архиепископа. 22 марта 1943 года, «не дожидаясь освобождения от немцев всей Смоленской области», его архипастырскому попечению поручены освобождаемые местности Смоленской епархии; к осени 1943 получил титул «архиепископа Калининского и Смоленского».
Историк Дмитрий Поспеловский, ссылаясь на «одного из достойнейших священнослужителей Московской Патриархии, рукоположенного Ратмировым» (то есть протопресвитера Виталия Борового), писал, что «последний был нравственно разложенной личностью, но своими высокопоставленными связями немало помогал и существованию приходов и спасению из рук НКВД священников».
Принимал участие в Соборе епископов 8 сентября 1943 года, избравшем Местоблюстителя митрополита Сергия на Патриарший престол.
С 17 января 1944 года разновременно назначен управляющим приходами Гомельской и Полесской областей.
С 4 сентября 1944 года — управляющий белорусскими епархиями с титулом «архиепископ Минский и Могилёвский». В первых числах декабря 1944 года П. К. Пономаренко вызвал к себе республиканского уполномоченного А. Д. Лобанова и архиепископа Василия (Ратмирова). В беседе с ними Председатель СНК БССР рассказал о своей поездке в Польшу и, в частности, о переселении белорусского населения из Польской республики в Советскую Белоруссию. По словам П. К. Пономаренко, сотрудники СНК БССР, работающие в Польше по реализации соглашения о репатриации белорусов, объясняли причины слабого переселения белорусов в СССР «происками местного православного духовенства», которое, не желая ехать в Советский Союз, отговаривало от этого и своих прихожан. П. К. Пономаренко узнал, что православное духовенство опасалось ехать в Советскую Белоруссию, так как было запугано слухами о гонении на Церковь и священников в СССР, которые распускали поляки. В заключение беседы А. Д. Лобанова с П. К. Пономаренко, последний заявил, что, если бы кто-нибудь из авторитетного духовенства побывал в Польше и разъяснил этим священникам истинное положение церкви в Советском Союзе, положение с переселением могло бы резко измениться. Архиепископ Василий (Ратмиров) дал согласие на поездку, и 11 декабря 1944 года уполномоченный А. Д. Лобанов и архиепископ Василий (Ратмиров) в сопровождении иеромонаха Лунина выехали в правительственном вагоне через г. Брест в Польшу. Деятельность государственно-церковной делегации в Польскую республику оказалась результативной. Представители Православной церкви и Совета по делам Русской православной церкви в БССР внесли весомый вклад в осуществление государственной политики по возвращению репатриантов на территорию Советской Белоруссии. Основная деятельность А. Д. Лобанова и архиепископа Василия (Ратмирова) протекала в городах Бельске и Белостоке. Духовенство, проживавшее на территории Польши, получило подробную информацию от архиепископа Василия (Ратмирова) о положении Русской церкви в Советской Белоруссии и соответствующие разъяснения от республиканского уполномоченного, как представителя правительства. Полученные сведения в совокупности с наглядностью условий, которые были созданы правительством БССР для поездки православного иерарха, подвигли местное духовенство признать каноническую власть Московского патриарха. После этого ситуация с переселением резко изменилась к лучшему. Духовенство, получив от архиепископа соответствующие указы и назначения, стало собираться к отъезду, а вслед за ними начали готовиться к переселению и прихожане. Транспорта, который был прежде в избытке, стало не хватать. По словам республиканского уполномоченного, архиепископ Василий (Ратмиров) успешно выполнил правительственное задание при поездке в Польшу, и данное обстоятельство изменило отношение к Церкви со стороны высшего руководства республики в положительную сторону.
С 12 февраля 1945 года — также временно управляющий Литовской и Белостокской епархиями.
В марте 1945 года был награждён правом ношения креста на клобуке. По приказу Сталина после войны был награждён золотыми часами и медалью.

### Послевоенные годы
Добился разрешения на открытие в Жировичском монастыре пастырско-богословских курсов.
Пребывание на Минской кафедре характеризовалось многочисленными аморальными проступками и финансовыми махинациями с его стороны. Ввиду начавшегося в Священном синоде разбирательства, подал 30 декабря 1946 года прошение об увольнении на покой по болезни. 13 января 1947 года «ввиду серьёзного заболевания» уволен на покой, согласно прошению. В своём исследовании о Минских архиереях белорусский священник Николай Коржич, характеризуя Ратмирова как типичного обновленца, пишет: «общеизвестно, что Василий Ратмиров, попросту говоря, бросил епархию и скрылся в неопределённом направлении, на чём и окончилось его „святительское“ поприще». Его преемник на Минской кафедре архиепископ Питирим (Свиридов) в докладной записке Священному синоду обвинял Ратмирова в финансовых махинациях, присвоении до 10 млн общецерковных средств, а также в недостойном поведении: «Обновленческий епископ, безнравственный, не верующий в Бога человек, сан епископа им был принижен до предела, нужно было принимать его из обновленчества только как мирянина».
13 мая 1947 года был вызван в Синод для дачи объяснений об исчезновении из Минской епархии денежных средств; был запрещён в священнослужении; его местонахождение для руководства Патриархии осталось неизвестным. После этого до смерти проживал на даче в городе Кунцево Московской области. По словам Ивана Михеева, «владыка Василий достаточно рано ушёл из жизни, в 60-е годы жизнь его оборвалась. Сказались старые болезни и переживания». По словам Михеева архиепископ Василий: «не словом, а делом доказал свой патриотизм и верность Родине в годы войны. Мне же он запомнился как человек исключительного благородства и верности своем долгу».
Историк Церкви Дмитрий Поспеловский на основании своей беседы в 1979 году с протопресвитером Виталием Боровым, который был хиротонисан Василием (Ратмировым) в диакона в октябре 1944 года, писал о последнем: «<…> тип до того нравственно опустившийся, что спасённый им из тюрьмы Виталий Боровой, впоследствии профессор-протопресвитер и один из архитекторов внешней политики Московского патриархата с конца 1940-х гг. до начала перестройки, долго сомневался в благодатности своего священства, полученного из рук этого иерарха»